# ケラ
ケラ（螻蛄）は、バッタ目（直翅目）・キリギリス亜目・コオロギ上科・ケラ科（Gryllotalpidae）に分類される昆虫の総称。コオロギ類の中には地下にトンネルを掘って住居とするものがいくつか知られているが、ケラは採餌行動も地中で行うなど、その中でも特に地中での生活に特化したグループである。
日本にはその中の一種ケラ Gryllotalpa orientalis Burmeister, 1839（G. fossor Scudder, 1869 とも）が分布し、単にケラと言った時にはこの種を指すことが多いが、世界中の熱帯・温帯に多くの種類が分布している。日本ではおけらという俗称で呼ばれることも多い。「虫けら」とは虫全般を指すのであって、ここでいうケラとは関係ない。

## 形態

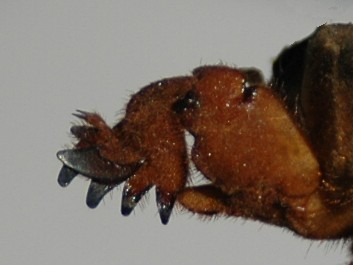
ケラの一種 G. gryllotalpaの前脚

成虫の体長は30mmほどだが、大型種では体長50mmほどに達するものもいる。全身が褐色で、金色の短い毛がビロードのように密生する。他のキリギリス亜目昆虫と比べて触角や脚が短い。頭部と前胸部は卵型で、後胸部・腹部は前胸部より幅が狭い。尾端には触角と同じくらいの長さの尾毛が2本ある。
成虫には翅がある。長さは種類や個体によって異なるが、おおむね前翅は短く、後翅は長い。他のコオロギ類と同様オスの前翅の翅脈は複雑で、鳴くための発音器官があり、メスの翅脈は前後に平行に伸びた単純なものである。ただしケラ類はメスもわずかに発音できる。

### 穴掘りへの適応
前脚は腿節と脛節が太く頑丈に発達し、さらに脛節に数本の突起があって、モグラの前足のような形をしている。この前脚で土を掻き分けて土中を進む。手の中に緩く囲うと指の間を前脚で掻き分けて逃げようとする様子が体感できる。その他に、頭部と胸部がよくまとまって楕円形の先端を構成すること、全身が筒状にまとまること、体表面に細かい毛が密生し、汚れが付きにくくなっていること等もモグラと共通する特徴である。なお、モグラは哺乳類でケラとは全く別の動物だが、前脚の形が似るのは収斂進化の例としてよく挙げられる。ケラ属のラテン語名"Gryllotalpa"は"Gryllo"がコオロギ、"talpa"がモグラを意味する。英名"Mole cricket"も「モグラコオロギ」の意である。
このような特徴から、穴掘りをして生活する他の昆虫にケラの名を冠する例がある（ケラカミキリなど）。

### 生態
草原や田、畑などの土中に巣穴を掘って地中生活する。巣穴は大まかにはねぐらとなる地面に深く掘られた縦穴と、そこから伸びる、地表直下を縦横に走る餌を探すための横穴からなる。乾燥した硬い地面よりも、水を多く含んだ柔らかい泥地や湿地に多く、そうした環境の地表にはしばしば先述の横穴が盛り上がって走っているのが認められる。成虫幼虫ともに食性は雑食性で、植物の根や種子、他の小昆虫、ミミズなどさまざまな動植物質を食べ、ときに共食いも行う。収斂進化の類例に挙がるモグラと同様、運動量、代謝量が膨大であるため、水分不足、飢餓に大変弱い。水分が得られないと一晩程度で死んでしまう。園芸植物の根や、ジャガイモ等の地中性の農作物、更に芝の根をも食い荒らしたりする為、害虫とされる。
土をただ起こしても見つけにくいが、田植え前の代掻き（しろかき）の際などは土を起こした際に水上に浮かんでくるので見つけやすい。水上では全身の短毛が水を弾いてよく水に浮き、脚で水面を掻いてかなりの速度で泳ぐ。地中生活するうえに前翅が短いため飛ばないようにも見えるが、長く発達した後翅を広げてよく飛び、夜には灯火に飛来する。若齢幼虫は多くのコオロギ類同様よく跳ねるが、成長するとむしろよく走り、飛翔の予備動作として跳ねるぐらいである。
行動可能範囲をまとめると、地中を掘り進み、水上を泳ぎ、空を飛び、地上を歩くと、様々な環境に対応しており、昆虫界のみならず、生物全体から見ても、対応範囲が非常に広い生物である。
オスは初夏によく鳴き、巣穴を共鳴室として使って、地中からにもかかわらず、十数メーター離れていても聞こえるほどの大きな鳴き声を周囲に響かせる。鳴き声は「ジー……」とも「ビー……」とも聞こえるくぐもった感じの連続音。地中から聞こえるため、日本では古来「ミミズの鳴き声」と信じられてきた。メスも鳴くという。
卵は巣穴の奥に泥で繭状の容器をつくってその中に固めて産みつけ密閉し、親がそばに留まって保護する。孵化する幼虫は小さいことと翅がないこと、よく跳ねること以外は成虫とよく似ており、しばらく集団生活した後に親の巣穴を離れて分散すると成虫と同様の生活をする。
天敵は鳥類、カエル、イタチ、タヌキ、モグラなどである。ことにムクドリはケラの多くいる環境ではケラをよく摂食していることが知られている。鳥が好んで食べることから、江戸時代は江戸城大奥で愛玩用に飼育されている小鳥の餌として、江戸近郊の農村にケラの採集と納入が課せられていた。幼虫・成虫に産卵し捕食寄生する寄生バチや、麻酔して産卵するアカオビケラトリバチをはじめとするケラトリバチ科の狩蜂がいる他、ミイデラゴミムシの幼虫はケラの卵塊を食べて成長する。また、マレーシアではケラに寄生するヤドリバエも確認された。
農薬の使用、開発による湿地の消失、水田の減少など環境の変化が重なり、ケラ類は日本を含めた世界各地で数を減らしているが、21世紀の東京近郊でも湖沼、河川を控えた光源には秋口によく新成虫のメスが多数飛来する。
野生環境では土中で土壌生物や生きた植物の根を食べている本種だが、飼育下ではクワガタムシ用の高タンパクゼリーをよく食べ、その場合生き餌や生鮮食品を必ずしも必要としない。園芸用のミズゴケ属に加水したものを飼育容器に厚く敷き詰めることでマット兼シェルターとして使うことができる。

## 分類と分布

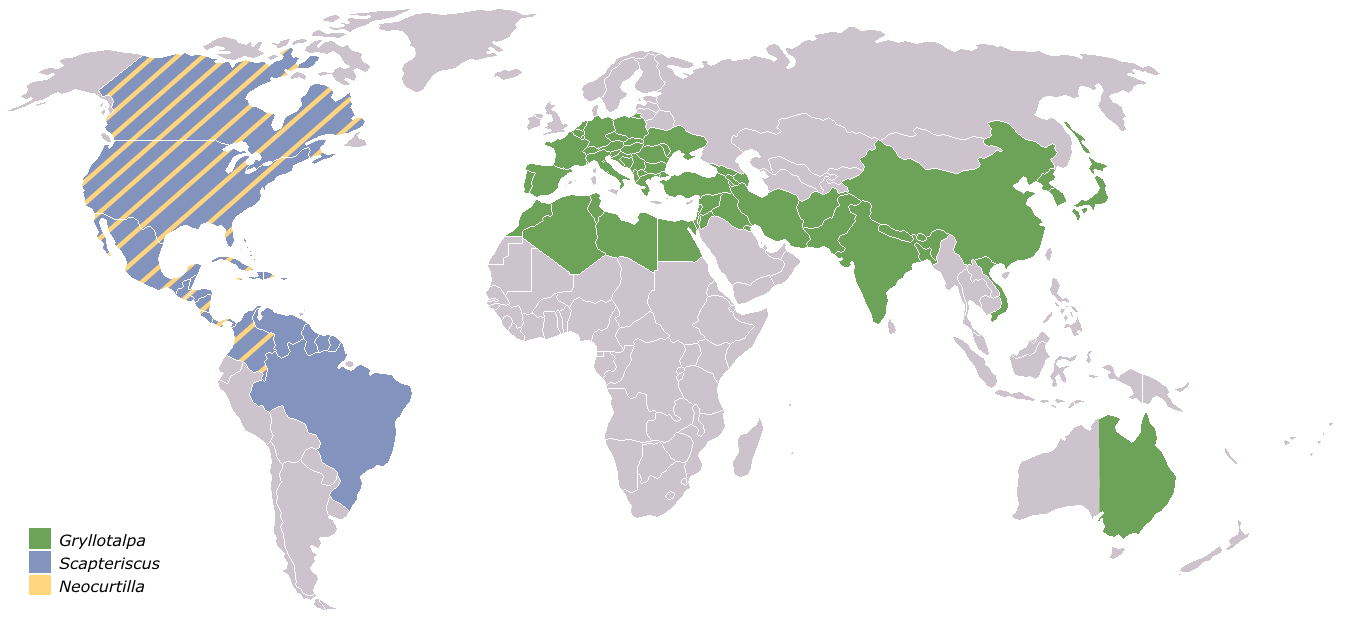
ケラ類の分布図。緑が Gryllotalpa 属、青が Scapteriscus 属、黄色が Neocurtilla 属を表す。国別表記につき実際の分布はもっと限られる

ケラ科は Gryllotalpa 属、Neocurtilla 属、Scapteriscus 属の3属に分けられるが、どれも外見はよく似ている。Gryllotalpa 属は地中海沿岸地方からアジア、オーストラリアにかけての熱帯・温帯域に分布し、Neocurtilla 属と Scapteriscus 属は南北アメリカ大陸に分布する。
日本にはその中の一種ケラ Gryllotalpa orientalis Burmeister, 1839が分布するが、G. fossor Scudder, 1869 とする文献もある。

## 文化
食用や民間療法の薬などに使う地域もあるが、日本では先述の江戸城大奥での愛玩動物用の飼料としての利用を除いては特に利用はされず、むしろ農作物の地下部分を食害する害虫とみなされてきた。
所持金がない状態を「おけら」、遊泳、疾走、跳躍、飛翔、鳴き声、穴掘りなど多芸だがどれも一流の能力でないとみなして器用貧乏な様を「おけらの七つ芸」、あるいは「けら芸」というなど、いずれもあまり良い意味に使われない。
トビケラ、カワゲラといったいくつかの水生昆虫が、ケラの同類とみなされたことによると思われる名称で呼ばれている。
子供のおもちゃとしては、掌に握り込むと前足で指の間などをかき分けようとするのを喜ぶ、というものがある。これを両手を広げる動作に結びつけてはやし立てる遊びもあるようで、アニメ「ぼのぼの」のなかで扱っている。
歌としてはNHK教育のなんでもQのミニコーナーにて歌われた、「カラオケ・オケラのカラオケラ」がある。

なんでもQ § 番組で放送された楽曲一覧